# Мьермон, Грегори
Грегори Мьермон (фр. Grégory Miermont; род. 16 июля 1979, Париж) — французский математик, специалист по теории вероятностей. Профессор Высшей нормальной школы в Лионе (с 2012), младший член Французского университетского института (с 2013).
C 1998 по 2002 год учился в парижской Высшей нормальной школе, 2001—2002 годы провёл как приглашённый студент в Калифорнийском университете в Беркли — занимался там у Дэвида Олдоса.
В 2003 году получил докторскую степень по математике в Университете Пьера и Марии Кюри — под началом Жана Бертуана. С 2004 года исследователь Национального центра научных исследований (CNRS) в Университете Париж-юг XI и Высшей нормальной школе, в 2009 году получил звание профессора. С 2012 года профессор ENS de Lyon.
Шеф-редактор Annales de l’Institut Henri Poincaré (B).
Женат, двое детей.

## Награды и отличия
- Премия Fondation sciences mathématiques de Paris[фр.] (2007)
- Rollo Davidson Prize[англ.] (2009)
- Премия Европейского математического общества (2012)[4]
- Prix Doeblin[фр.] (2014)
- Institute of Mathematical Statistics[англ.] Medallion Lecture (2015)
- Prix Jaffé[фр.] (2016)[5]
- Серебряная медаль Национального центра научных исследований (2018)[6]